# Bataille d'Auverné
Chouannerie
La bataille d'Auverné se déroule en Loire-inférieure (Loire-Atlantique ; France) lors de la Chouannerie. Le 2 février 1796, les Chouans repoussent une colonne républicaine chargée de réquisitionner des grains pour ravitailler la garnison de Châteaubriant.

## Prélude
De par l'hiver et le blocus des villes imposé par les Chouans, les Républicains ont du mal à se procurer des vivres à Châteaubriant et à Nantes. Le 30 janvier 1796, le général Humbert part de Vitré et arrive à Châteaubriant avec 1 300 soldats. Humbert propose alors au commandant de la ville, le chef de brigade Arnould Muscar de profiter de leurs forces pour se porter sur les communes du Grand-Auverné et du Petit-Auverné afin de réquisitionner des grains. Le 31 janvier, les 1 300 soldats de Humbert renforcés par 200  à   300 hommes de la garnison de Châteaubriant commandés par Muscar se portent sur ces bourgs.
Informé de ce mouvement, Jean Terrien, colonel des Chouans de la division de Châteaubriant, tente de repousser les Républicains à Moisdon-la-Rivière, cependant les Chouans, n'étant que 700 sont obligés de battre en retraite après deux heures de combats. Les pertes des Chouans étaient lourdes, Terrien perdit deux de ses officiers, selon les Républicains une centaine de Chouans avaient été tués, ce qui semble cependant exagéré.
Les Républicains, maîtres du terrain, commencent alors à procéder aux réquisitions. Les hommes de Muscar se chargent de Moisdon-la-Rivière, Humbert, avec le gros de ses troupes occupe le Grand-Auverné et envoie 400 hommes au Petit-Auverné. Cependant l'opération de réquisition dégénère en véritable pillage. Les soldats républicains se répandent dans les villages et les fermes aux alentours et commettent de nombreuses exactions. 4 civils sont assassinés à Moisdon-la-Rivière, un administrateur, pourtant républicain est également tué au Grand-Auverné. C'est néanmoins la paroisse du Petit-Auverné qui souffre le plus. Les soldats commettent des actes de pillages et de tortures sur les hommes, plusieurs sont émasculés, de nombreuses femmes sont violées, ainsi que des enfants sur lesquels dit le rapport républicain « quelques brutes osèrent assouvir publiquement leur fureur contre nature. »
En mars, un officier républicain écrira dans son rapport:

« Dans une course qu'il a fait aux environs de Châteaubriant, dans les communes d'Auverné et autres, il a été commis de ces horreurs qui ont fait la Vendée. Une femme s'encourant avec ce qu'elle avait pu sauver, est attrapée par un chasseur qui la dépouille et la maltraite. Les soldats parviennent ensuite à la maison, où ils trouvent une jeune fille. Elle est violée et ensuite assassinée. Une autre femme, âgée de plus de soixante ans, devient l'objet de la brutalité de quinze à vingt soldats et est massacrée. Quelques militaires étaient parvenus à préserver une maison du pillage parce qu'ils y avaient trouvé des secours. Après leur sortie d'autres y entrent, la dévastent et laissent la femme de cette maison comme morte. Ils se chauffent avec des meubles, quoiqu'il y eut du bois. Enfin, ils ont commis toute espèce de désordres. Brigandage, viol, assassinat, rien n'a été réprimé. »

## La bataille
Jean Terrien décide alors de demander des secours au général Scépeaux, commandant en chef de l'Armée catholique et royale du Maine, d'Anjou et de la Haute-Bretagne. Celui-ci se trouve alors à son quartier général avec Joseph de Puisaye, au château de Bourmont à Freigné en Anjou. Scépeaux décide de réagir, il rassemble les troupes d'élite dont il dispose à Freigné et envoie un messager donner l'ordre au colonel René Palierne de la Haudussais commandant de la division d'Ancenis de se porter avec ses troupes sur Auverné.
Les Chouans se rassemblent dans la nuit du 1er au 2 février, Scépeaux, secondé par Pierre Louis Godet de Châtillon, se déploie à l'Est du Petit-Auverné et occupe le centre des lignes chouannes avec ses troupes d'élite. Palierne se déploie sur le flanc gauche au sud-est et Jean Terrien sur le flanc droit au nord. Les Chouans passent alors à l'attaque, les Républicains sont alors retranchés dans le cimetière du bourg, mais la plupart sont saouls et n'ont pris aucune précaution, aussi les Chouans parviennent à atteindre le parapet du cimetière sans éveiller l'alarme. Complètement surpris, les Républicains n'opposent aucune résistance sérieuse, une trentaine d'entre eux sont tués et les autres prennent la fuite. Informé par le bruit de la fusillade, Humbert alors au Grand-Auverné, rassemble ses troupes et passe à son tour à l'attaque, il rallie ses hommes en fuite au château de Heurtebise, à mi-chemin entre les deux bourgs. Cette-fois ci les forces sont équilibrées et une longue fusillade oppose les deux belligérants. Néanmoins les combattants restent retranchés derrière les haies du bocage et la fusillade est peu meurtrière, Jean Terrien a cependant un cheval tué sous lui. Finalement à midi, Scépeaux, ne voulant pas subir trop de pertes dans une affaire dont l'issue paraissait indécise, donne l'ordre à ses hommes de se replier. Les Républicains restaient maîtres du terrain mais leurs pertes étaient lourdes.
Les Républicains évacuèrent cependant rapidement le terrain et le soir même ils rapportaient les grains qu'ils avaient saisis. L'opération de ravitaillement avait malgré tout été un succès car la ville de Châteaubriant avait suffisamment de quoi nourrir sa garnison et sa population pendant un certain temps. Humbert de son côté, retourna avec ses troupes et une partie des vivres à Vitré.

## Les pertes
Les Chouans déclarèrent avoir eu 3 ou 4 morts et environ 10 blessés, ce qui semble exact au regard des documents de l'époque évoquant les Chouans enterrés après la bataille. Olivier d'Argens dans ses mémoires, une lettre du marquis de Jaillé et une autre d'Arnaud de Beaumont déclarent que les Chouans ont infligé une perte de 200 hommes aux Républicains mais ce nombre semble exagéré. Le rapport fait mention d'une trentaine d'hommes tués au début de la bataille au Petit-Auverné et ce furent les principales pertes du combat. Les Républicains estimèrent avoir tué 50 à 60 Chouans, mais ce nombre est surévalué.
Selon les états du 9e bataillon des volontaires de Paris, 9 hommes du bataillon, dont un lieutenant, sont tués par les Chouans au Petit-Auverné le 2 février 1796.